# Río Yong
El río Yong (en chino, 邕江; pinyin, Yǒng Jiāng) es un río del Sur de China que pasa por Nanning, la capital de Guangxi. Forma un tramo del río Yu, el mayor tributario del río Xi, y desemboca en el Mar de la China Meridional. Su longitud es de unos 133,8 kilómetros y su cuenca cubre 73.728 kilómetros cuadrados. Su nivel de agua más alto es alrededor de agosto y el más bajo, por marzo, aunque también se llega a desbordar en septiembre.
Debido a que al atravesar Nanning porta abundante agua, el Yong es la principal fuente de suministro de agua de Nanning. Al mismo tiempo, sus condiciones hidrológicas favorecen el transporte marítimo, lo que hace que los intercambios económicos y culturales entre Nanning y el mundo exterior sean más convenientes. Por lo que el Yongjiang tiene la reputación de ser el río madre de Nanning (南宁母亲河). El distrito comercial de Nanning, la Plaza Chaoyang (朝阳广场), está situado a orillas del río Yong.